# ۶۳۹ (پیش از میلاد)
۶۳۹ (پیش از میلاد) ۶۳۹مین سال قبل از تقویم میلادی است.